# Xenorhina
Xenorhina is een geslacht van kikkers uit de familie smalbekkikkers (Microhylidae). De groep werd voor het eerst wetenschappelijk beschreven door Wilhelm Peters in 1863. Later werd de wetenschappelijke naam Xenobatrachus  gebruikt.
Er zijn 32 soorten, inclusief enkele recentelijk ontdekte soorten zoals Xenorhina brachyrhyncha uit 2011 en Xenorhina tillacki die pas in 2014 wetenschappelijk werd beschreven. Alle soorten komen voor in Azië en leven endemisch in Nieuw-Guinea.

## Taxonomie
Geslacht Xenorhina
- Soort Xenorhina adisca
- Soort Xenorhina anorbis
- Soort Xenorhina arboricola
- Soort Xenorhina arfakiana
- Soort Xenorhina arndti
- Soort Xenorhina bidens
- Soort Xenorhina bouwensi
- Soort Xenorhina brachyrhyncha
- Soort Xenorhina eiponis
- Soort Xenorhina fuscigula
- Soort Xenorhina gigantea
- Soort Xenorhina huon
- Soort Xenorhina lanthanites
- Soort Xenorhina macrodisca
- Soort Xenorhina macrops
- Soort Xenorhina mehelyi
- Soort Xenorhina minima
- Soort Xenorhina multisica
- Soort Xenorhina obesa
- Soort Xenorhina ocellata
- Soort Xenorhina ophiodon
- Soort Xenorhina oxycephala
- Soort Xenorhina parkerorum
- Soort Xenorhina rostrata
- Soort Xenorhina scheepstrai
- Soort Xenorhina schiefenhoeveli
- Soort Xenorhina similis
- Soort Xenorhina subcrocea
- Soort Xenorhina tillacki
- Soort Xenorhina tumulus
- Soort Xenorhina varia
- Soort Xenorhina zweifeli

Aphantophryne · 
Asterophrys · 
Austrochaperina · 
Barygenys · 
Callulops · 
Choerophryne · 
Cophixalus · 
Copiula · 
Gastrophrynoides · 
Genyophryne · 
Hylophorbus · 
Liophryne · 
Mantophryne · 
Metamagnusia · 
Oninia · 
Oreophryne · 
Oxydactyla · 
Paedophryne · 
Pseudocallulops · 
Sphenophryne · 
Xenorhina